# 直垂

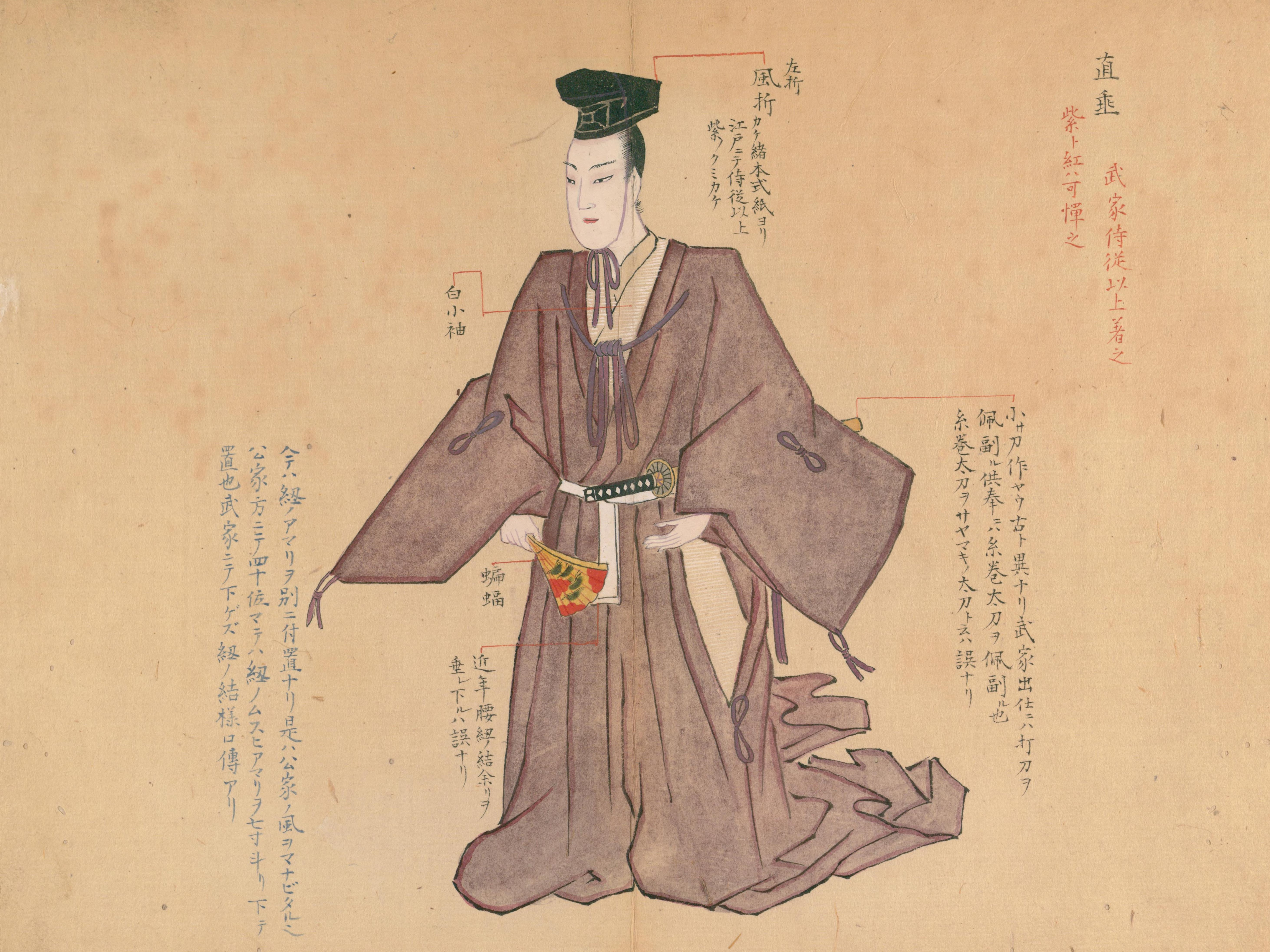
『装束着用之図』（国立国会図書館蔵）より、「直垂」の図。

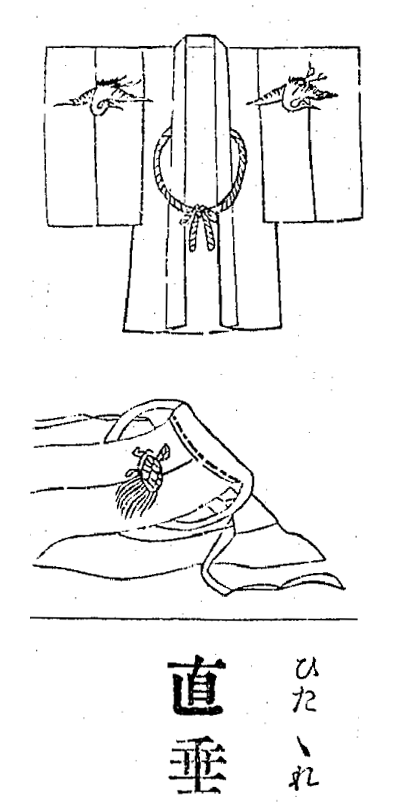
直垂 『和漢三才図会』（1702年）

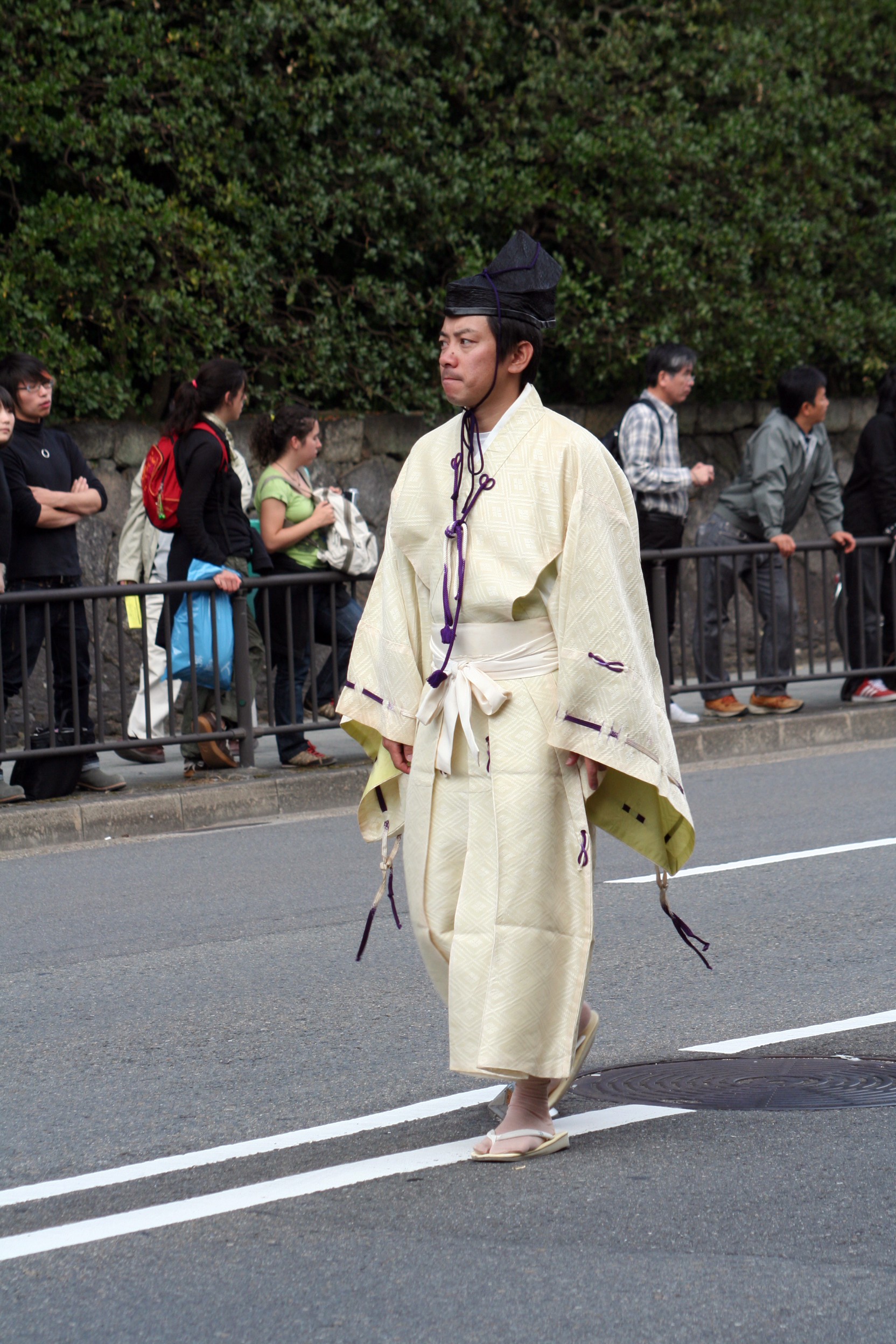
直垂を着用した男性。京都市時代祭にて

直垂（ひたたれ）は、主に武家社会で用いられた男性用衣服、日本の装束の一つである。
直垂からは「大紋直垂」・「素襖直垂」・鎧下に着る「鎧直垂」・「肩衣」などが時代と共に生じていく。
- 「直垂」と称して「衣服」と「寝具」、2種類ある。
- 「寝具」としての直垂衾

平安時代後期、「直垂衾」・「宿直物」と呼ばれた寝具があり、熊野速玉大社の神宝には室町時代に奉納された「衾（ふすま）」（掛布団）が存在する。今の掻巻（かいまき）布団のようなものであったとみられている。

## 発祥
古墳時代の頃から着られていた、現代の一般的な和服のように前で打ち合わせる形式の衣料が基である。つまり、束帯、直衣などより古くから日本に存在した衣料が起源である。
古来の直垂は庶民の衣類であった。埴輪や平安・鎌倉時代などの絵巻に見られる男性の筒袖衣が直垂の元であり、庶民階級を受容しつつ発展していった武士社会の中で、公的にも相応しい形へ整えられていった。

## 形態
時代によって変動が激しいが
- 上半身用と下半身用との2部式構成、上半身衣料を袴に着込めて着用する。
- 上半身の衣料は盤領（あげくび、丸い詰襟に似たもの）ではなく、前合わせの垂領（たりくび）。衽（おくみ）を作らず襟を付け、打ち合わせを紐で結ぶ。
- 上半身の衣料の脇が縫われておらず、開いている。
- 下半身の衣料はズボンと同じ形式である。

という点は古くから変わらない特徴といえる。

## 歴史

### 平安時代以前
古墳時代、男子をかたどった埴輪は上半身には前合わせの着物、下半身には別仕立てのズボンのような物を着用している。これが直垂の起源と思われる。しかし飛鳥時代以降、律令制の導入により、衣料も大陸伝来の物が正統とされるようになっていき、朝服に位置を取って代わられた。その後は一般庶民の衣料として、朝服や狩衣など大陸から渡ってきた衣服の影響も受けて変化をしながら着られていた物と思われる。

### 平安時代中期～鎌倉時代
院政期の頃から武士が政治の表舞台に立つようになっていったが、この武士の平服であった直垂も武士の地位の上昇と共に正装として認められるようになっていった。古墳時代の男子衣料や、大陸の影響を受けた束帯、直衣などは上衣を袴の外に出して着るのが通例であったが、直垂は活動の便宜を図るため上衣を袴の中に着込めるようになった。正装化と共に威儀を正すために、従来は筒袖であった袖は次第に大きくなり、袴もくるぶし丈まで長くなっていった。大きくなった袖は、いざ戦闘の際に邪魔になるため袖口に袖を絞る紐を通すようになり、甲冑の下に着る鎧直垂として用いられるようになった。弓を引くのを妨げないため、弓手である左肩から片肌脱いで鎧を着るいでたちが定着した。また、いくさで敵の首を取った際、亡骸の馬手（右腕）に出ている直垂の袖を切り取り、首を包んで持っていく状況も描かれている。
なお、将軍など高位の武士は直垂ではなく水干を正装として着用していた。中級以下の貴族もまた鎌倉時代後期には直垂を平服として着用するようになっていたことが、文献資料により知られる。また、形式化した直垂に対し、従来の簡素なものは袖細・四幅袴と呼ばれ庶民や武家奉公人が着用したが、庶民でも武士と同様に大袖の直垂を着る者も多かった。
鴨長明の『方丈記』では治承4年（1180年）、遷都の際の公家達の服装が記されている。
| 「 | 道のほとりを見れば、車に乘りべきは馬に乘り、衣冠・布衣なるべきは多く直垂を着たり。 都の手振りたちまちに改まりて、ただひなびたる武士に異ならず。 | 」 |

本来、車（牛車）に乗るべき人達が騎乗をし、衣冠・布衣を着るべき人達も直垂を着ている。その風貌は田舎びた武士と何が異なるのだろうか、と語っている節であるが、平家が朝廷に影響力を持つに従い、武家好尚が公家貴族に拡散している様子、そして、「直垂といえば武士」という現代にも通じるようなイメージ感覚も、この時代に既に存在していたことがうかがい知れる。
琵琶法師の『平家物語』「敦盛の最期」でも登場している。

### 室町時代
南北朝の動乱による貴族社会の地位の低下により、直垂は公家貴族の平服として着用されるようになる。束帯・直衣・狩衣などは、儀式などの必要に応じて着用するものになった。参内には束帯・衣冠・直衣に限られたが、室町時代には直垂を「下姿」と称して参内に使用した。特に応仁の乱で室町殿に一時天皇が移ると、この習慣は広まったが、摂家などを除き、下姿の時は天皇の御殿に昇殿することは許されなかった。江戸時代に入ると復古的風潮から公家社会では狩衣が再び盛行し、下姿での参内もなくなる。
「大紋直垂」と「素襖直垂」の派生
礼装、公的な場としての「晴れの装束」と日常着である「褻の装束」と、徐々に使い分けが生まれていった。礼装用は小袖に、糊付けをして張りをもたせた白い大帷（おおかたびら）、その上に直垂を重ねて、大口袴と袴を穿いて用いた。従来の直垂が格上げされた室町時代では、直垂とは平絹以上の高価なものを呼び、布地製を基本とする「大紋」・「素襖」とは区別されていくようになる。
特に直垂は幕府より屋形号を許された足利一門や守護や国人の家臣に限り、侍烏帽子と直垂の着用が許されており、直垂の着用に制限が出来たのもこの頃である。
直垂の素材は一定しないが、室町幕府将軍は白の無紋の絹を多く用いた。
鎌倉時代の直垂は袴の裾をくくっていた。くくりの袴は丈に余裕を持たす例であったが、室町後期頃にはくくりをせず、丈に余裕のある袴の裾を踏んで歩くことが起こり、近世の長袴につながった。なお、直垂・大紋の袴の腰紐は白とし、素襖は共生地を用いた。
戦国時代にはいると、直垂の袖すら邪魔となり肩衣という物が生まれた。これは後に裃となっていく。

### 江戸時代
江戸幕府により、直垂、大紋、素襖は高位の武家しか着られない衣料とされた。直垂の着用が許されたのは四位以上の武士に限られたが、これはほぼ幕閣を輩出する有力譜代大名、国持大名、御三家、将軍に重なる。また色も葡萄色（えびいろ）は将軍のみ使用、緋色は大納言以上のみ使用、浅黄色、萌黄色は使用禁止の禁色（きんじき）とされた。これらはいずれも縦糸と横糸が同色である。着用できるシーンも元服や将軍に年始の挨拶をするときなど、事細かに限定された。また、袴の長さが著しく長くなり（長袴）、引きずるほどとなって活動には適さない様式となった。帯刀も殿中差とよばれる特に刃渡りの小さいものが用いられるようになった。
近世の武家の直垂は絹無地である。将軍家は精好紗（透精好）という横糸の太い紗、諸大名は精好という羽二重の厚いような生地を用いた。いずれも裏は無い。また袖くくりは狩衣のように全体に通すのでなく、袖下に小さな輪のようにつけて「露」と称した。諸大名は禁じられた色を避けるために経緯（たてよこの糸）の色を変えた織色（玉虫）を好み、紫と緑の糸で織った松重、紫と黄色で織った木蘭地など、渋く上品な「織色」に趣味を競った。袴は先述のように長袴で、裾のくくりはない。上級武家のなかには内々に短い袴の直垂も用いたようで、遺品もあるが、公的な制度にもとづくものではない。
近世の公家社会での直垂着用は著しく限られたが、用いるときは綾や固織物など、狩衣地に準じた紋織物を使用し、袴も切袴で（形式的なくくりをつけたものもある）、袖にも狩衣のようなくくりを通したものが多い。特に明治維新の頃は服制の緩和により公家社会でも一時さかんに使用され、そのころの遺品は少なくない。

### 近代

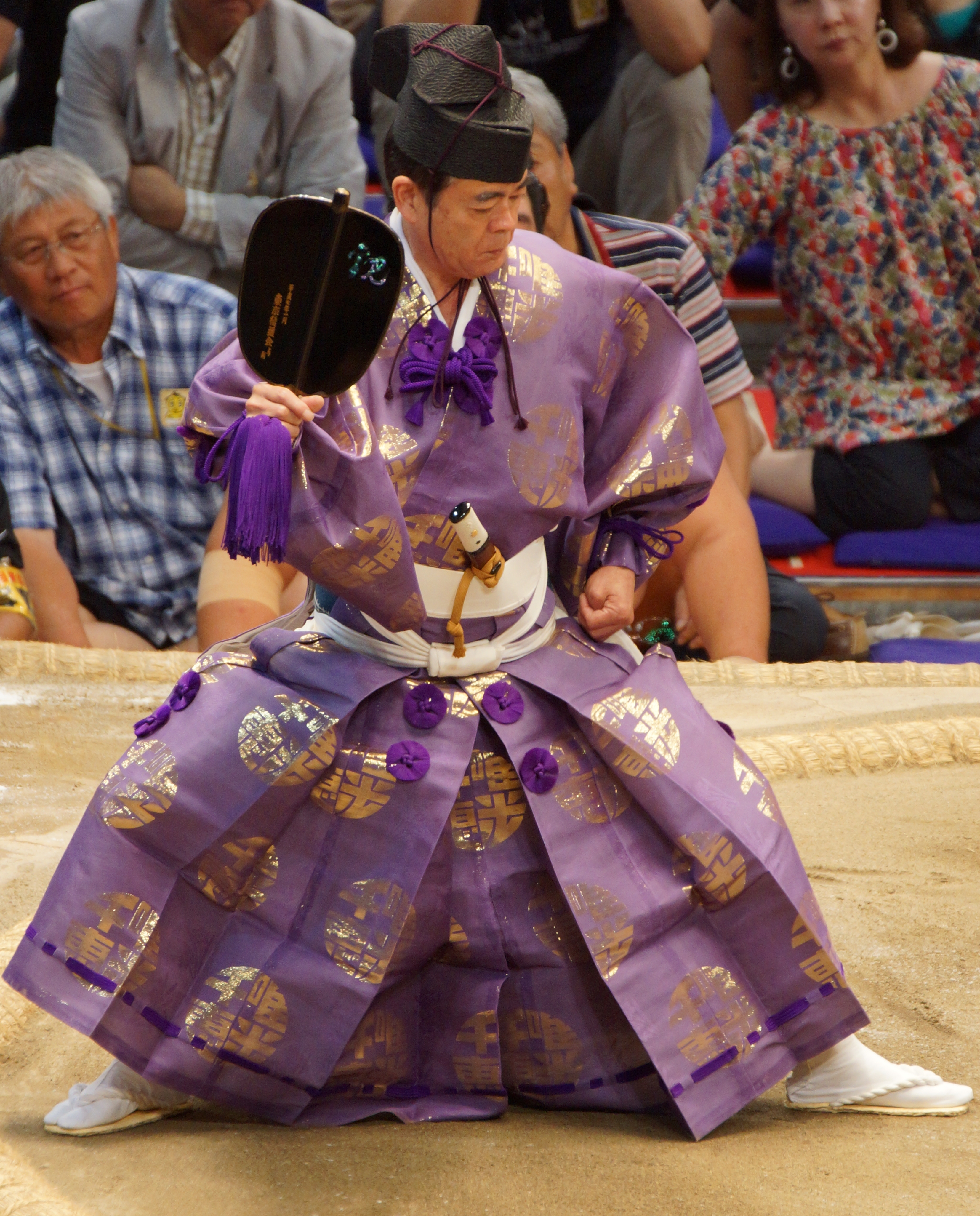
大相撲の行司（36代木村庄之助）

明治初期には朝廷出仕の際の礼装になったが、明治5年に太政官布告により礼服が洋服となり、直垂は公服としての役目を終えた。
なお、大相撲の行司の衣装は1910年（明治43年）に直垂・烏帽子となった（それまでは裃を着用していた）。

### 現代
神社における祭礼時の奉仕者や、雅楽の演奏者、また、大相撲の行司などが着用している姿を見ることが出来る。また狂言や歌舞伎の舞台衣装として残っている。このように伝統芸能等の世界でしか着用している姿を見ることが出来なかったが、近年では結婚式の際に花婿衣装として用いる場合もあるようである。